# 29 أكتوبر
- السبت
- الأحد
- الاثنين
- الثلاثاء
- الأربعاء
- الخميس
- الجمعة

- 275 ربيع الآخر 1447  هـ
- 286 ربيع الآخر 1447  هـ
- 297 ربيع الآخر 1447  هـ
- 308 ربيع الآخر 1447  هـ
- 19 ربيع الآخر 1447  هـ
- 210 ربيع الآخر 1447  هـ
- 311 ربيع الآخر 1447  هـ
- 412 ربيع الآخر 1447  هـ
- 513 ربيع الآخر 1447  هـ
- 614 ربيع الآخر 1447  هـ
- 715 ربيع الآخر 1447  هـ
- 816 ربيع الآخر 1447  هـ
- 917 ربيع الآخر 1447  هـ
- 1018 ربيع الآخر 1447  هـ
- 1119 ربيع الآخر 1447  هـ
- 1220 ربيع الآخر 1447  هـ
- 1321 ربيع الآخر 1447  هـ
- 1422 ربيع الآخر 1447  هـ
- 1523 ربيع الآخر 1447  هـ
- 1624 ربيع الآخر 1447  هـ
- 1725 ربيع الآخر 1447  هـ
- 1826 ربيع الآخر 1447  هـ
- 1927 ربيع الآخر 1447  هـ
- 2028 ربيع الآخر 1447  هـ
- 2129 ربيع الآخر 1447  هـ
- 2230 ربيع الآخر 1447  هـ
- 231 جمادى الأولى 1447  هـ
- 242 جمادى الأولى 1447  هـ
- 253 جمادى الأولى 1447  هـ
- 264 جمادى الأولى 1447  هـ
- 275 جمادى الأولى 1447  هـ
- 286 جمادى الأولى 1447  هـ
- 297 جمادى الأولى 1447  هـ
- 308 جمادى الأولى 1447  هـ
- 319 جمادى الأولى 1447  هـ

29 أكتوبر أو 29 تشرين الأوَّل أو يوم 29 \ 10 (اليوم التاسع والعشرين من الشهر العاشر) هو اليوم الثاني بعد الثلاثمائة (302) من السنة، أو الثالث بعد الثلاثمائة (303) في السنوات الكبيسة، وفقًا للتقويم الميلادي الغربي (الغريغوري). يبقى بعده 63 يومًا على انتهاء السنة.

## أحداث
- 1888 - توقيع «اتفاقية القسطنطينية» الخاصة بحرية الملاحة في قناة السويس.
- 1914 - الأسطول العثماني يقوم بشن غارة على ميناء نوفوروسيسك الروسي، مما أدى إلى إعلان روسيا الحرب على الدولة العثمانية بعد أيام، وذلك أثناء الحرب العالمية الأولى.
- 1923 - إعلان قيام الجمهورية التركية على أنقاض الدولة العثمانية المنهارة، وكان أول رئيس لها مصطفى كمال أتاتورك.
- 1929 - انهيار سوق الأسهم الأمريكية، وبدء ما سمي بالكساد الكبير.
- 1936 - انقلاب عسكري في العراق قاده الفريق بكر صدقي يطيح بحكومة ياسين الهاشمي.
- 1954 - الرئيس المصري جمال عبد الناصر يحل جماعة الإخوان المسلمين إثر محاولة اغتيال فاشلة استهدفته فيما يعرف باسم حادثة المنشية.
- 1956 - القوات البريطانية والإسرائيلية تجتاح سيناء بغية احتلال قناة السويس بعد تأميمها من قبل الرئيس جمال عبد الناصر، وهو ما عرف باسم العدوان الثلاثي.
- 1962 - أمير الكويت الشيخ عبد الله السالم الصباح يصدر أمر أميري بتعيين الشيخ صباح السالم الصباح وليًا للعهد.
- 1965 - اختفاء المعارض المغربي المهدي بن بركة في باريس.
- 1985 - الجنرال صمويل دو يفوز برئاسة ليبيريا في أول انتخابات تعددية.
- 1998 - تقرير المصالحة في جنوب أفريقيا يعفي الزعماء البارزين من مسئوليتهم عن انتهاك حقوق الإنسان.
- 2005 - تفجير إرهابي في وسط العاصمة الهندية نيودلهي يوقع ستين قتيلًا ومئات الجرحى.
- 2013 - افتتاح نفق القطارات مرمراي تحت مضيق البوسفور بعد تسع سنوات من بداية الأعمال، واصلًا بذلك القسمين الأوروبّي والآسيوي من تُركيَّا.
- 2015 -
  - بيديا ديفي بنداري تُنتخب كأول رئيسة للنيبال.
  - السعودي رائف بدوي يفوز بجائزة سخاروف لحرية الفكر التي يقدمها البرلمان الأوروبي.
  - الحكومة الصينية تلغي قانون سياسة الطفل الواحد وتسمح للأزواج بإنجاب طفلين من غير شروط لأول مرة منذ عام 1978.
- 2018 -
  - إطلاق خليفة سات أول قمر صناعي إماراتي.
  - تحطَم طائرة رُكاب إندونيسية على متنها 189 شخصًا قُبالة بحر جاوة بعد إقلاعها من مطار سوكارنو هاتا الدولي في رحلةٍ إلى بانغكال بينانغ.
- 2019 - المُظاهرات الشعبية اللبنانية تستمر للأسبوع الثاني على التوالي ورئيس الوزراء اللبناني سعد الحريري يُقدّم استقالته تجاوبًا مع مطالب المتظاهرين بتغيير الرئاسات الثلاث.
- 2020 - هجوم في مدينة نيس الفرنسية نفذه مهاجر غير شرعي، أدى لمقتل 3 أشخاص واعتقال المهاجم.
- 2022 -
  - مقتل 110 شخصًا وإصابة 318 آخرين في تفجير مزدوج في العاصمة الصومالية مقديشو.
  - مقتل 150 شخصًا وإصابة 151 في حادث تدافع بمدينة سيول في كوريا الجنوبية أثناء احتفالات بمناسبة عيد الهالووين.

## مواليد
- 1827 - مارسيلان بيرتيلو، كيميائي وسياسي فرنسي.
- 1879 - فرانز فون بابن، مستشار ألمانيا.
- 1880 - ابرام يوفي، فيزيائي روسي / سوفييتي.
- 1897 - جوزيف غوبلز، وزير الدعاية السياسية في ألمانيا النازية.
- 1920 - باروج بيناسيراف، عالم أمريكي في علم المناعة حاصل على جائزة نوبل في الطب عام 1980.
- 1929 - يفكيني بريماكوف، وزير روسي.
- 1935 - إيزاو تاكاهاتا، مخرج ياباني.
- 1938 - إلين جونسون سيرليف، رئيسة ليبيريا الرابعة والعشرون وحاصلة على جائزة نوبل للسلام عام 2011.
- 1950 - عبد الله غل، رئيس تركيا الحادى عشر.
- 1957 - دان كاستلانيتا، ممثل وكوميدي أمريكي.
- 1964 - سلوى محمد علي، ممثلة مصرية.
- 1967 - جولى فيشر، ممثلة أمريكية.
- 1968 - يوهان أولاف كوس، لاعب أولمبي لرياضة تزلج سريع من النرويج.
- 1970 -
  - أدوين فان در سار، لاعب كرة قدم هولندي.
  - فيليب كوكو، لاعب كرة قدم هولندي.
- 1971 -
  - وينونا رايدر، ممثلة أمريكية.
  - دانييل يوليوس بيرنشتاين، بروفيسور أمريكي متخصص في علوم الرياضيات والتشفير والبرمجة.
- 1973 - روبير بيريز، لاعب كرة قدم فرنسي.
- 1980 - بن فوستر، ممثل أمريكي.
- 1981 - غيورغيوس فوتاكيس، لاعب كرة قدم يوناني.
- 1983 - جيريمي ماثيو، لاعب كرة قدم فرنسي.
- 1986 - علا باشا، ممثلة سورية.
- 1990 - إريك سعادة، مغني بوب سويدي من أصل لبناني.

## وفيات
- 1268 - الملك كونرادين، ملك القدس وصقلية.
- 1618 - والتر رالي، كاتب وشاعر إنجليزي.
- 1783 - لورن دالمبير، عالم رياضيات فرنسي.
- 1911 - جوزيف بوليتزر، صحفي وناشر مجري - أمريكي.
- 1925 - أحمد الوصلي السمرقندي، فقيه ومدرس وأديب طاجيك - تركستاني.
- 1933 - بول باينلوف، رئيس وزراء فرنسا.
- 1936 - جعفر العسكري، وزير الدفاع العراقي.
- 1949 - جورج غوردجييف، معلم روحاني من ألكساندروبول (حالياً: غيومري، الأرمن).
- 1971 - أرني تيسيليوس، عالم كيمياء حيوية سويدي حاصل على جائزة نوبل في الكيمياء عام 1948.
- 1994 - شلومو غورين، الحاخام العسكري الأول في الجيش الإسرائيلي.
- 1997 - أنتون ليفي، موسيقي وممثل أمريكي.
- 2000 - هاشم السبتي، صحفي وشاعر وكاتب مذكرات كويتي.
- 2002 - غلين مكوين، رسام رسوم متحركة أمريكي.
- 2004 - مجرن الحمد، رياضي وسفير كويتي.
- 2019 - محمد المختار بن محمد الأمين الشنقيطي، عالم وفقيه أصولي ومُفسر موريتاني.
- 2024 - حسن يوسف، مُمثل مصري.

## أعياد ومناسبات
- عيد الجمهورية في تركيا.
- اليوم العالمي للتضامن مع ضحايا جرائم الشرف.

## وصلات خارجية
- وكالة الأنباء القطريَّة: حدث في مثل هذا اليوم.
- أرشيف مصر: حدث في مثل هذا اليوم.
- BBC: حدث في مثل هذا اليوم.